# Југоисточни регион
Југоисточни статистички регион јесте једна од 8 статистичких региона Северне Македоније. Управно средиште области је град Струмица.

## Положај
Југоисточни статистички регион се налази у југоисточном делу земље и има државну границу на истоку са Бугарском и на југу са Грчком. Са других страна област се граничи са другим областима:
- север — Источни регион
- запад — Вардарски регион

## Историја
Током средњег века, у овој области се у више наврата смењивала византијска, бугарска и српска власт. Последње раздобље византијске власти окончано је 1334. године, када је Струмица ушла у састав Србије. У време распада Српског царства и стварања посебних великашких држава, ова област улази у састав Серске државе, а након Маричке битке (1371) постаје саставни део државе Дејановића. Након погибије Константина Дејановића у боју на Ровинама (1395), ово подручје заузимају Турци. Након ослобођења од турске власти (1912), део овог подручје улази у састав Краљевине Србије, док други део (Струмица) привремено потпада под бугарску власт. За време Првог светског рата, бугарска војска је починила бројна насиља над становништвом ове области. Након ослобођења (1918) и област Струмице је укључена у састав новостворене Краљевине СХС (Југославије). Ово подручје је 1929. године постало део Вардарске бановине. За време Другог светског рата, бугарска окупаторска војска је поново починила тешка злодела над становништвом у овој области. Након коначног ослобођења (1944), читаво подручје је ушло у састав нове југословенске федералне јединице Македоније.

## Општине
- Општина Богданци
- Општина Босиљово
- Општина Валандово
- Општина Васиљево
- Општина Дојран
- Општина Ђевђелија
- Општина Конче
- Општина Ново Село
- Општина Радовиште
- Општина Струмица

## Становништво
Југоисточни статистички регион имао је по последњем попису из 2002. г. 171.416 становника, од чега у самом граду Струмици 35.311 ст.
Кретање броја становника:
| Година пописа | Становништво | Промена |
| ------------- | ------------ | ------- |
| 1994.         | 167.941      | н/п     |
| 2002.         | 171.416      | +3,13%  |

Према народности састав становништва 2002. године био је следећи:
|           | Број    | Постотак |
| Укупно    | 173.814 | 100%     |
| Македонци | 154.957 | 90,39%   |
| Турци     | 12.661  | 7,38%    |
| Срби      | 1.194   | 0,69%    |
| остали    | 2.604   | 1,51%    |